# Hormizd III
Hormizd III est un roi sassanide d'Iran ayant régné de 457 à 459.

## Biographie
Hormizd III est le fils ainé et héritier du shah Sassanide Yazdgard II et il gouverne la province orientale de Sacastène pendant le règne de son père. Cette province, très éloignée de la cour impériale de Ctesiphon, est gouvernée depuis sa conquête par Ardashir Ier par un prince Sassanide qui porte le titre de  sakanshah (c'est-à-dire: Roi des Saka). Lorsque Yazdgard II meurt en 457, Hormizd monte sur le trône à Ray. Son jeune frère 
Peroz Ier, avec le soutien d'un membre de la puissante famille des Mihranides, le magnat Raham Mihran, s'enfuit dans la partie nord-est de l'empire et commence à rassembler une armée
dans le but de lui disputer le trône,.
L'empire s'enfonce dans un conflit dynastique et se divise ; la mère des deux frères, Dînak (Denagh), gouverne temporairement comme régente à partir de la capitale, Ctesiphon. Selon des sources orientales, Peroz était plus digne du trône que Hormizd, qui est qualifié d'injuste. Seule la source anonyme connue sous le nom de « Codex Sprenger 30 »  présente  Hormizd comme le  « plus brave et le meilleur », alors qu'elle présente Peroz comme le « plus instruit en religion ».
Le dynaste arsacide Vache II (450-463), qui règne sur l'Albanie du Caucase, et qui est par sa mère le neveu des deux frères et a été contraint de se convertir au  Zoroastrisme par Yazdgard II, met à profit le conflit pour proclamer son indépendance et retourner au Christianisme,.
Peroz se retire ensuite dans le domaine du roi des  Hephthalites qui accepte de le soutenir avec ses troupes dans le conflit. En 459, Peroz, avec l'appui de ses allies Hephthalites et Mihranides mène son armée contre Hormizd et le défait. Selon certaines sources, Hormizd est gracié et pardonné par son frère. Cependant il semble bien plus probable, du fait de la contradiction avec les autres sources, que Peroz le fait exécuter avec trois membres de sa famille. Peroz Ier incorpore ensuite totalement le Sakastan dans son empire et nomme un  aristocrate issu de la maison de Karen comme gouverneur. Hormizd est ainsi le dernier à avoir porté le titre de sakanshah. Aucune monnaie Sasanide frappée pendant le règne de Hormizd n'a été retrouvé.

## Descendance?
Il est peut-être le père de :
- Balenduxt, reine d'Ibérie.
- une autre fille, épouse en 475 de Varsken/Vazgen, vitaxe de Gogarène en 470 puis vice-roi d'Albanie du Caucase en 475, tué en 482[7].